# Димитър Малиданов
Димитър Малиданов (на македонска литературна норма: Димитар Малиданов) е виден художник от Северна Македония.

## Биография
Малиданов е роден на 5 декември 1946 година във воденското село Саракиново, Гърция (на гръцки Саракини). По време на Гражданската война в Гърция е изведен от страната в групата на така наречените деца бежанци. В 1972 година завършва отдел за живопис в Академията по изобразително изкуство в Любляна при професор Габриел Ступица. След откриването на Факултета по изобразително изкуство в Скопския университет, Малиданов започва да преподава в него графика. Работи във факултета от 1981 до 2010 година, като от 2006 до 2010 година е негов декан. Автор е на много самостоятелни и участник в много групови изложби. За художествената и педагогическата си дейност е носител на много награди, сред които „11 октомври“.